# Dé:Nash
Sallai Dénes Bálint (művésznevén Dé:Nash, 1996. április 5. –) magyar énekes, rapper, zeneszerző, dalszövegíró.

## Pályafutása
Hűvösvölgyben és Budakeszin nőtt fel. A békásmegyeri Veres Péter Gimnáziumban ismerkedett meg, illetve kötött barátságot a szintén rapper Krúbival (Horváth Krisztiánnal). 2023-ban az Eötvös Loránd Tudományegyetem Társadalomtudományi Kar szociológiai alapszakos végzős hallgatója volt.
Dalai erősen kritizálják a Nemzeti Együttműködés Rendszerét, elsősorban annak kommunikációját.

## Diszkográfia

### Középlemezek
| Cím                          | Részletek |
| ---------------------------- | --- |
| Tarsolylemez                 | - Megjelent: 2019. január 18. - Kiadó: Nehézláb Akadémia, Universal Music Hungary - Formátum: digitális letöltés, streaming  |
| Történetek a Narancsligetből | - Megjelent: 2021. június 24. - Kiadó: Nehézláb Akadémia, Universal Music Hungary - Formátum: digitális letöltés, streaming  |
| Több is veszhet Mohácsnál    | - Megjelent: 2022. március 24. - Kiadó: Nehézláb Akadémia, Universal Music Hungary - Formátum: digitális letöltés, streaming |

### Kislemezek
| Cím                        | Év   | Album                  |
| -------------------------- | ---- | ---------------------- |
| Turul                      | 2018 | Tarsolylemez           |
| V4 Krú                     | 2018 | Album nélküli kislemez |
| Oroszok a házban           | 2019 | Album nélküli kislemez |
| Kisvasút                   | 2019 | Album nélküli kislemez |
| Csokdigger                 | 2019 | Album nélküli kislemez |
| Lovagi torna               | 2019 | Album nélküli kislemez |
| Kürt                       | 2020 | Album nélküli kislemez |
| Gyár                       | 2020 | Album nélküli kislemez |
| Korona nélkül nincs király | 2020 | Album nélküli kislemez |
| Csujó                      | 2020 | Album nélküli kislemez |
| Daráló eldorádó            | 2020 | Album nélküli kislemez |